# Inocybe exilis
Inocybe exilis är en svampart som tillhör divisionen basidiesvampar, och som först beskrevs av Thomas Wilhelmus Kuyper, och fick sitt nu gällande namn av Jacobss. och Ellen Larsson. Inocybe exilis ingår i släktet Inocybe, och familjen Crepidotaceae. Arten har ej påträffats i Sverige.